# ميخائيل وايت
ميخائيل وايت (22 مايو 1913 - 15 فبراير 2003 في غيرنزي) (بالإنجليزية: Michael White)‏ هو لاعب كريكت بريطاني (وحمل سابقاً جنسية المملكة المتحدة لبريطانيا العظمى وأيرلندا).